# Зыков, Иван Сергеевич
Иван Сергеевич Зыков (1846 — не ранее 1908) — генерал от кавалерии русской императорской армии, командир 2-го кавалерийского корпуса и 16-го армейского корпуса.

## Биография
Родился 24 июня (6 июля) 1846 года. По окончании Школы гвардейских подпрапорщиков и кавалерийских юнкеров поступил в военную службу с чином корнета в лейб-гвардии Кирасирский Его Величества полк (23 мая 1864 года). Служа в гвардии, он получил чины поручика (16 апреля 1867 года), штабс-ротмистра (17 апреля 1870 года), ротмистра (30 августа 1875 года) и полковника (16 апреля 1878 года); командовал эскадроном и дивизионом.
Был назначен 24 апреля 1884 года командиром 40-го драгунского Малороссийского полка, 27 ноября 1889 года стал командующим лейб-гвардии Драгунского полка, а 30 августа 1890 года был произведён в генерал-майоры с утверждением в должности командира полка. С 16 марта 1893 года Зыков получил назначение командиром 1-й бригады 2-й гвардейской кавалерийской дивизии (с оставлением в списках лейб-гвардии Драгунского полка, в котором он числился вплоть до окончания службы); 27 января 1895 года был перемещён на ту же должность во 2-ю бригаду этой дивизии, но уже 18 декабря того же года возвращён на прежнюю должность командира 1-й бригады.
Был назначен 19 февраля 1897 года командующим 1-й кавалерийской дивизией, а два года спустя, 13 января 1899 года, перемещён в 1-ю гвардейскую кавалерийскую дивизию, где 6 декабря 1899 года произведён в генерал-лейтенанты с утверждением в должности начальника дивизии.
С 29 ноября 1903 года Зыков командовал 2-м кавалерийским корпусом, — вплоть до его упразднения; 23 декабря 1906 года возглавил 16-й армейский корпус. Был произведён в генералы от кавалерии 6 декабря 1907 года . Отчислен от должности командира корпуса с назначением состоять в распоряжении военного министра 21 мая 1908 года, а два месяца спустя, 31 июля 1908 года, уволен от службы с мундиром и пенсией.
Сведения о его дальнейшей судьбе не обнаружены.

## Награды
За свою службу Зыков был награждён многими орденами, в их числе:
- Орден Святой Анны 3-й степени (1870)
- Орден Святого Станислава 2-й степени (1873)
- Орден Святой Анны 2-й степени (1876)
- Орден Святого Владимира 4-й степени (1879)
- Орден Святого Владимира 3-й степени (1887)
- Орден Святого Станислава 1-й степени (1893)
- Орден Святой Анны 1-й степени (1896)
- Орден Святого Владимира 2-й степени (1901)
- Орден Белого орла (06.12.1905)

Иностранные:
- Прусский орден Красного орла 4-го класса (1875)
- Датский командорский крест ордена Данеброга (1876)
- Прусский орден Красного орла 2-го класса (21 августа 1890)[1]
- Мекленбург-Шверинский орден Грифона 1-й степени (1894)
- Большой крест ордена Короны Италии (1903)